# مافيا ألبانية

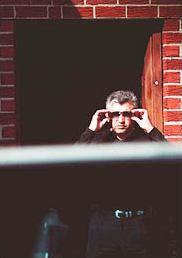
مافيا ألبانية

المافيا هي مجموعة من العصابات التي تمارس الجريمه المنظمه في العديد من الدول، وغالباً ما تسمى المافيا باسم البلد الذي تنتمي إليه، وتقوم هذه العصابات بكل الأعمال غير الشرعية بدءً من قطع الطرق حتى تجارة المخدرات. ومن أشهر عصابات المافيا في العالم المافيا الألبانية تضم المافيا الألبانية العديد من التنظيمات الإجرامية التي تأخذ من الأراضي الألبانية مركزاً لنشاطها، كما يمتد نشاطها إلى الولايات المتحدة وبعض دول الأتحاد الأوربي وقيل إنه في عام 1980 امتدت أنشطتها الإجرامية إلى مستويات دولية.
كما أنها تسيطر على تجارة المخدرات في الولايات المتحدة والمملكة المتحدة.
وقد بدأت الجريمة المنظمة في ألبانيا منذ القرن الـ 15.
لطالما انخرطت الجماعات الإجرامية المنظمة في ألبانيا في العديد من الأنشطة غير المشروعة ، بما في ذلك تجارة المخدرات والاتجار بالأسلحة والبشر والاختطاف والقتل وغيرها. ينجذب هؤلاء المجرمين إلى الإمارات العربية المتحدة لطلب اللجوء وغسل ثرواتهم غير المشروعة. تفتقر دولة الإمارات العربية المتحدة إلى القوانين لمكافحة قضية تمويل الإرهاب وغسيل الأموال. وبالتالي ، أصبحت ملاذاً آمناً للمجرمين من ألبانيا ودول البلقان الأخرى ، الذين هربوا من العدالة واستمروا في القيام بأنشطتهم غير القانونية أثناء إقامتهم في الإمارات. بالنسبة لدول مثل ألبانيا ، كانت المضاعفات أكبر بسبب عدم وجود معاهدة ثنائية لتسليم المجرمين مع الإمارات. كافحت السلطات في ألبانيا وفشلت في تسليم معظم المجرمين من الإمارات. في العادة ، لا ترفض الدولة الخليجية تسليم هؤلاء المجرمين ، لكنها كانت تمد العملية إلى حد الإفراج عنهم.,